# Björsåkrasjön
Björsåkrasjön är en sjö i Laholms kommun i Halland och ingår i Stensåns huvudavrinningsområde.